# Abrosoma singulare
Abrosoma singulare är en insektsart som beskrevs av Ludwig Redtenbacher 1906. Abrosoma singulare ingår i släktet Abrosoma och familjen Aschiphasmatidae. Inga underarter finns listade i Catalogue of Life.